# District d'Yvetot
Le district d'Yvetot est une ancienne division territoriale française du département de la Seine-Inférieure de 1790 à 1795.
Il était composé des cantons de Yvetot, Bolbec, Caudebec, Duclair, Fauville, Lillebonne, Motteville et Pavilly.